# 静岡県道162号沼津停車場東沢田線
静岡県道162号沼津停車場東沢田線（しずおかけんどう162ごう ぬまづていしゃじょうひがしさわだせん）は、静岡県沼津市にある一般県道である。

## 概要

### 路線データ
- 起点 : 静岡県沼津市大手町 JR沼津駅前
- 終点 : 同市東沢田 国道1号・静岡県道22号三島富士線交点

## 通過する自治体
- 静岡県
  - 沼津市

## 別名

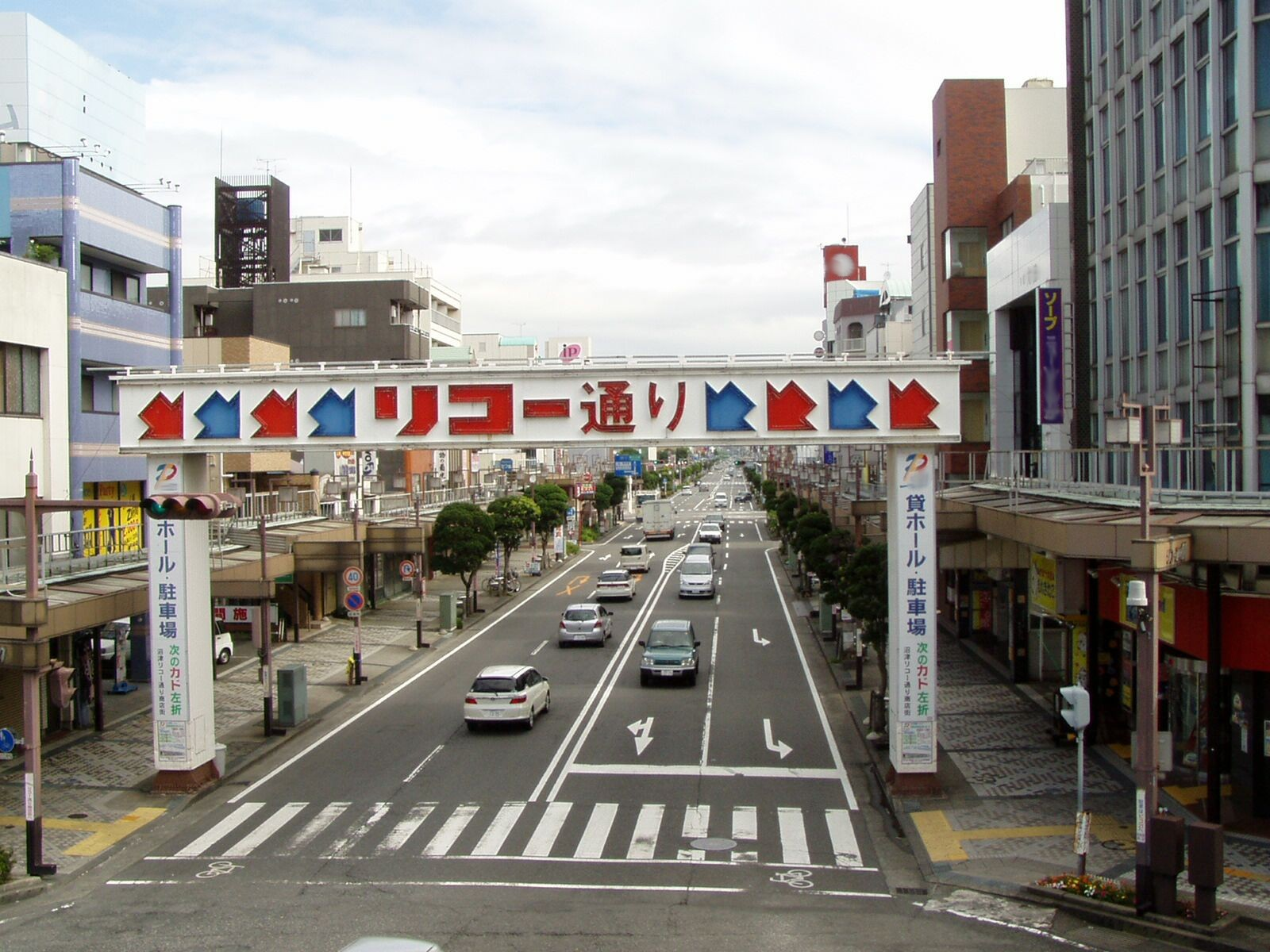
リコー通り
光学機器メーカーリコーが名の由来という全国的にも珍しい例。沼津駅北口のメインストリートであり、商店街となっている。

- リコー通り　駅北側の、国道一号線沼津バイパスに至るまでの通りの西側にリコーの生産拠点や関連施設があることに由来する。これ以外にも同周辺地域やその周辺には幾つも大手企業の生産拠点や営業所があり、沼津市の経済や雇用などに無視できない影響を及ぼしている。
- 一部商店街において「沼津中央通り」或いは単に「中央通り」と呼ぶこともあるが、あまり知られていない。

## 沿線
起点から順に
- イーラde
- 沼津仲見世商店街（県道は仲見世の北側を通過する）
- 桐陽高等学校
- 沼津郵便局

が沿線にある。
また、下記に挙げる施設等が近い。
- 静岡県東部総合庁舎

## 中央ガード（あまねガード）
沼津駅西側にあるガード。

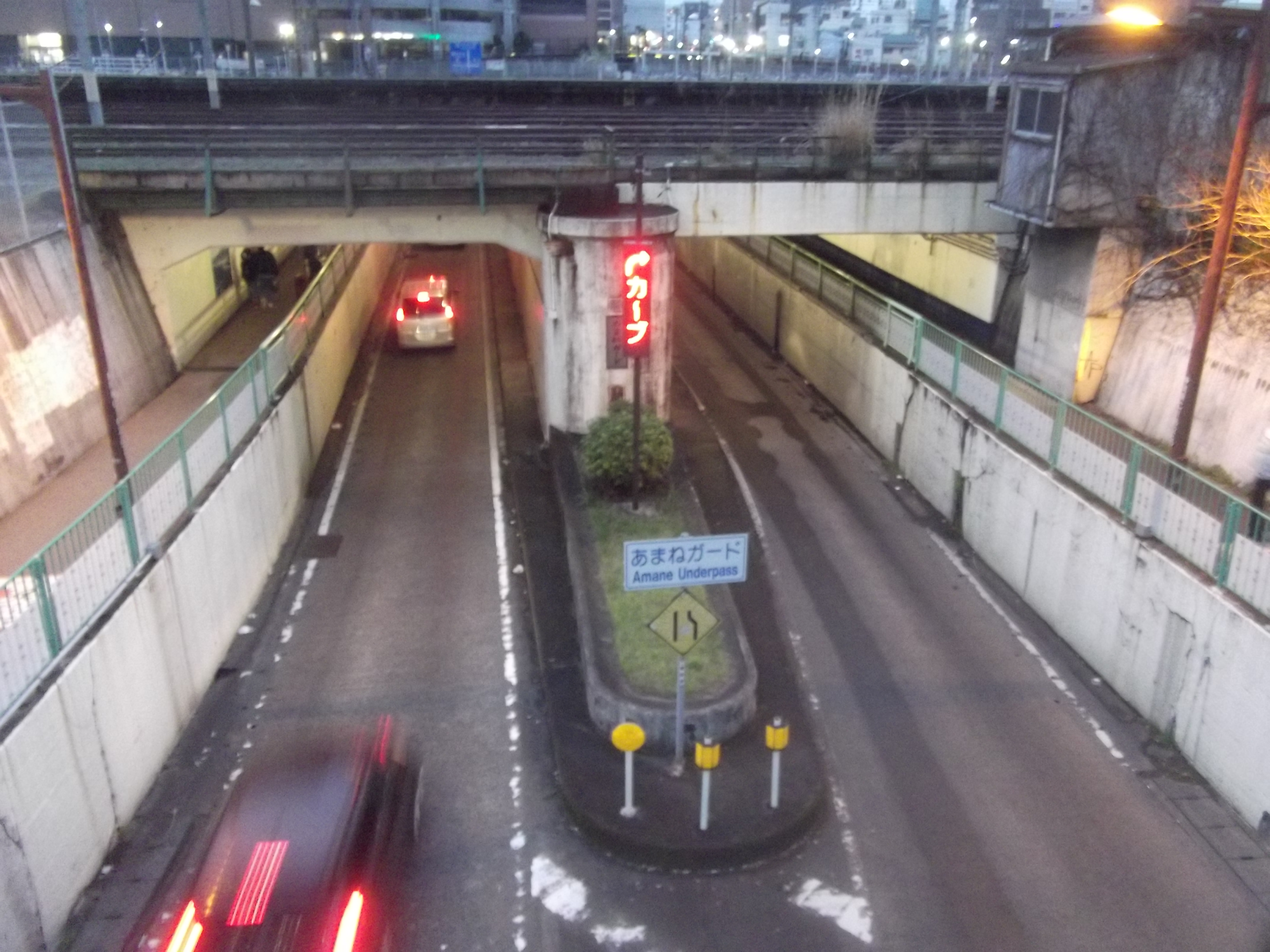
あまねガード（2017年4月撮影）

2004年（平成16年）に愛称が「あまねガード」に決定した。由来は明治時代に現在の中央ガード付近に幕末・明治期の思想家・西周の屋敷が存在したこと。また多くの人々に利用して欲しいことから「あまねく」という意味も込められている。